# 朝鮮半島の華人
朝鮮半島の華人とは、大韓民国および朝鮮民主主義人民共和国に在住している中華圏出身の華人。中華人民共和国国籍を有する在韓中国人の場合、華人・華僑ではなく、中国人。

## 歴史

### 南北朝鮮独立以前

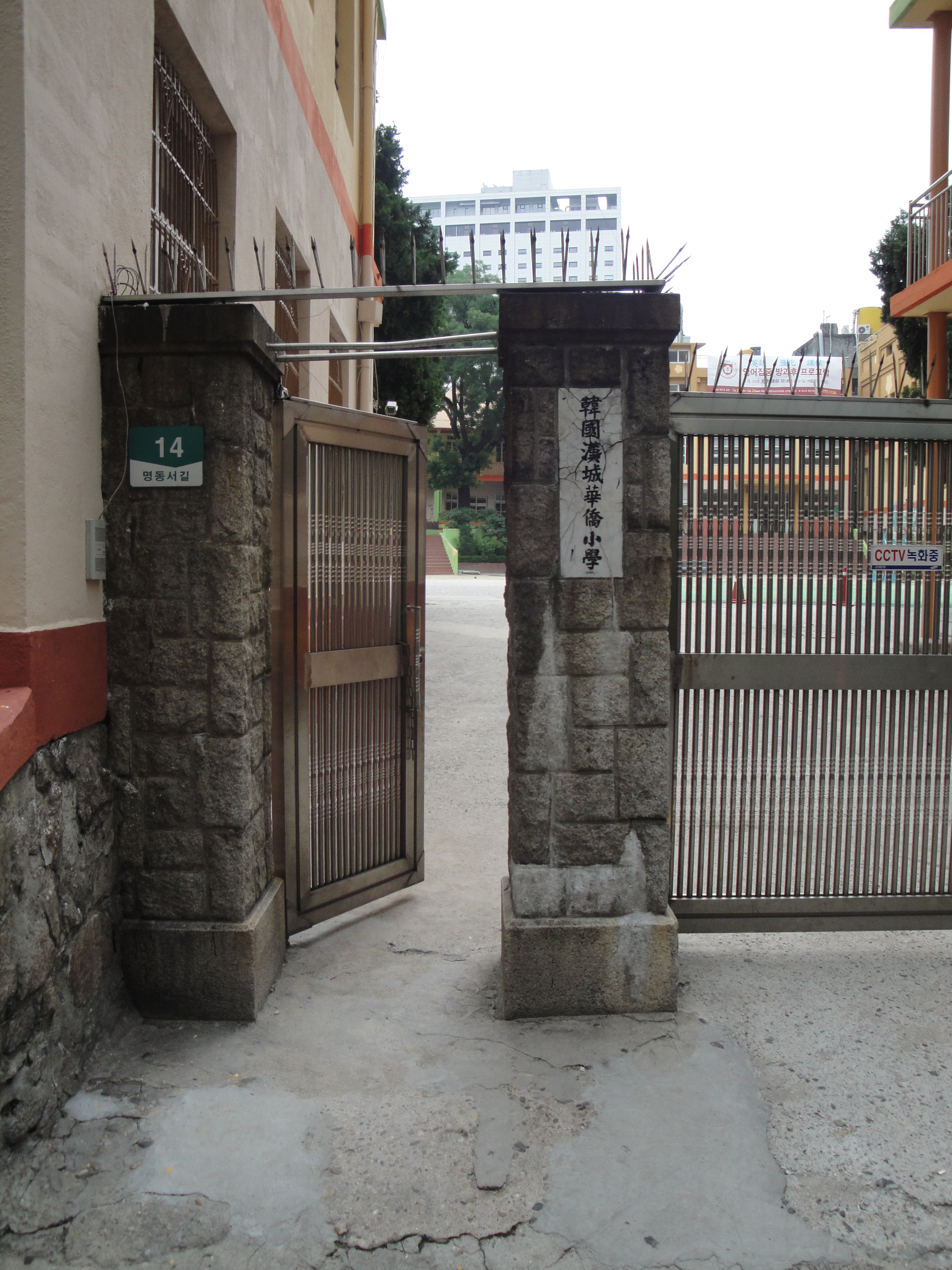
在韓華人小学校の校門（明洞）

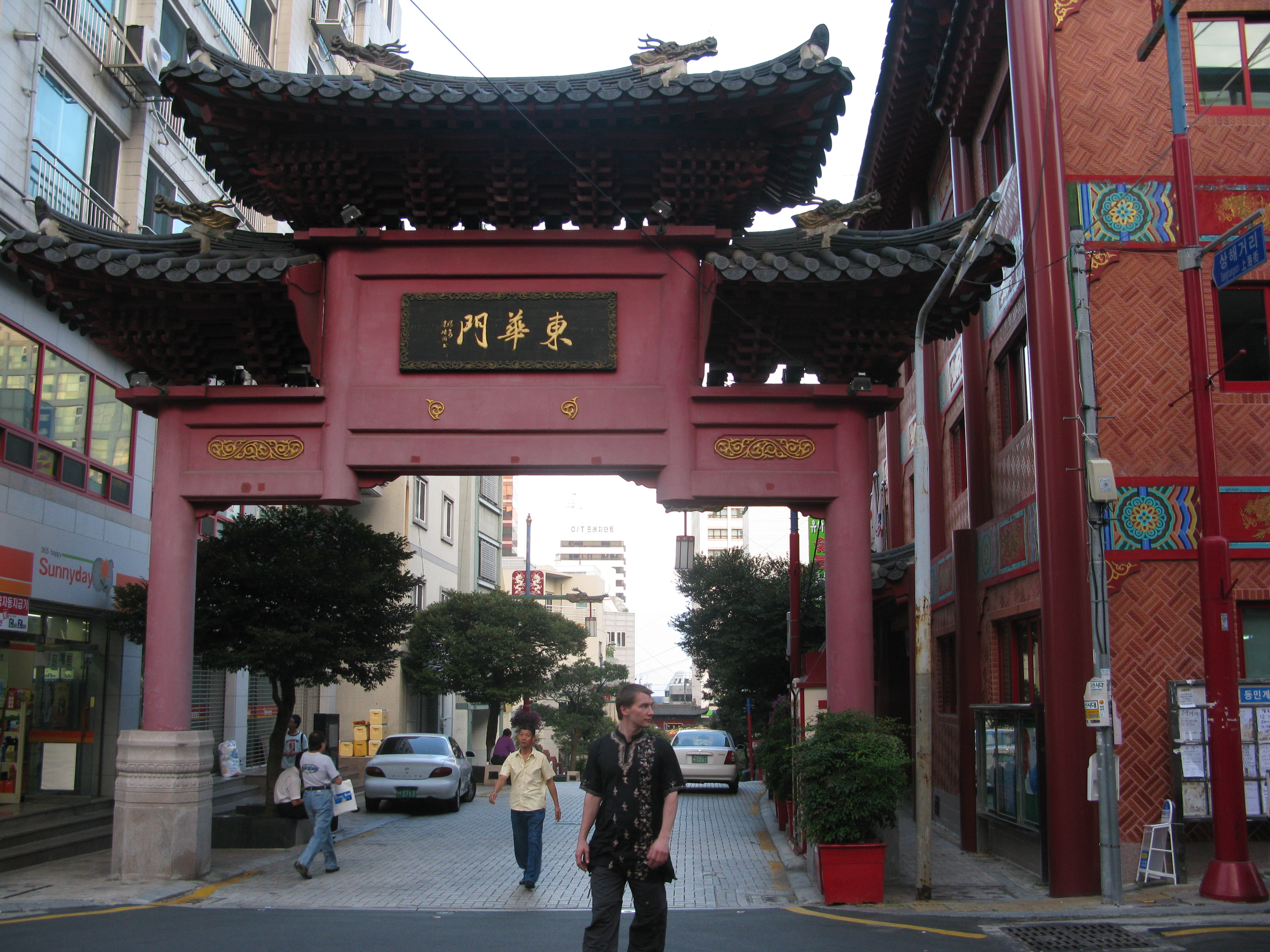
釜山の中国人街

朝鮮は古代より、「陳勝などの蜂起、天下の叛秦、燕・斉・趙の民が数万口で、朝鮮に逃避した。（魏志東夷伝）」「辰韓は馬韓の東において、その耆老の伝世では、古くの亡人が秦を避ける時、馬韓がその東界の地を彼らに割いたと自言していた。（同前）」という様に、朝鮮では国を割いてまで秦の亡民の建国を許しているように、多様な経路からの異民族の移住が多く、また、朝鮮半島中・西北部は楽浪郡、真番郡、臨屯郡、玄菟郡の植民地漢四郡が置かれ、漢の植民地だった時期に漢族が移住して土着化し、東北部は高句麗人、渤海人、女真人等ツングース民族の流入が相次ぎ、また、高麗時代前時期にかけて、異民族が23万8000人余りも帰化したが、李氏朝鮮時代から日本統治時代にかけて住民の均質化が進んだ。
朝鮮への近代最初の中国人移民は、19世紀末に現れた。朝鮮半島に来た中国人の多くは、専門知識を有さない季節労働者が構成した。華人は、主として、海路でソウル、並びに海の玄関口である仁川に定住した。特に仁川では、1880年代末、朝鮮で最初の中国人街（チャイナタウン）が生まれた。
日本統治時代の朝鮮の主要対外貿易相手が中国であったため、華人は、1920年代から、朝鮮の対外貿易において大きな役割を演じた。1948年、韓国の全輸出入取引のほぼ52%は、現地華人に属する会社により実施されていた。
1931年に中国の長春で万宝山事件が起き、朝鮮日報の「中国人による朝鮮農民への集団暴行、大量殺人」の誤報で同胞への暴虐に憤った朝鮮人は平壌、仁川等、朝鮮半島各地および日本での華人街で排斥、集団暴行、殺人の暴動を起こした。これにより、多くの華人は家族、家財を失い、約1万人が中国へ帰国し、華人社会は壊滅的な打撃を受けた。（朝鮮排華事件）

### 大韓民国の華人
大韓民国に在住する華人を在韓華人とも言う。
現在の在韓華人の大部分は、この事件の後の1945年から1950年の間に韓国にやって来た。当時、中国では、国共内戦が進行中であり、大きな難民の流れを生み出していた。主として国民党の支持者であった多くの華人は、韓国を含む国外に亡命した。これら難民の大部分は、朝鮮半島に近い黄海西岸に存在する山東省出身者だった。
当時、中華民国は大韓民国の同盟国であったため、中華民国籍難民の大部分は韓国に受け入れられ、国内居住の許可を与えられた。その一方で、民族主義的な李承晩政権は、華人が国内に留まり、根を下ろすことを警戒した。
韓国当局が1945年から1980年までに華人に対して行なった政策は、現在の韓国において、弾圧・制限的なものと評されている。華人の韓国国籍取得は、非常に困難なものとされ、在韓華人は、永住外国人（華僑）とならざるを得なかった。外国人である在韓華僑は、国家機関及び軍に勤務することができなかった。1961年の法律は、外国人の土地所有権を制限し、多くの華人農民は、急いで自分の地所を売却（あるいは、緊急に自分の韓国人妻か、韓国人の友人に名義換え）せざるを得なかった。華人は、韓国の民間会社、特に大企業への就職の際、大きな問題に直面するため、中小企業に甘んぜざるを得なかった。
その後、華人の大部分は、主として、急速に世界的規模の経済大地域に変貌した台湾との対外貿易に従事し始めた。同時に、華人には、重要な特権である国内永住権を韓国当局から賦与された。それにも拘らず、華人も、韓国の出入国管理局で書類を手続きし、2年に一度、自分の居住権を更新しなければならなかった。
在韓華僑の最盛期は、韓国に約10万人の華人が住んでいた1970年代初めだった。ソウルの華人子弟の大部分は、ソウル中華中等学校で学び、少数の者だけが普通の韓国の学校に通った。
1970年代末から、中国人住民の数と在韓華人の活動は、急速に低下し始めた。ほぼ同時に、当局側の華人への待遇は改善されたが、華人は大量に韓国を離れ、台湾に移住し始めた。
帰国が始まった原因の1つは、華人学校の卒業生である華人青年が、韓国の大学への入学の際に大きな問題を経験したことである。問題は、差別よりはむしろ、韓国人のみを指向した学校教育プログラム自体にあった。学歴社会の韓国では、大学の卒業証書のない人間は、出世も物質的豊かさの達成のチャンスもほとんどなかったため、華人は良い大学に入れ、相応しい仕事を見つけられる機会が多い台湾に渡り始めた。一方で、国籍取得条件が緩和されたため、韓国永住を決めた一部の中国人は、韓国国籍を取得し始めた。
現在、韓国には、約1万5千人の中華民国国民が存在する。

### 朝鮮民主主義人民共和国
現在の北朝鮮に当たる地域の華人人口は、1922年のピーク時に10万人に達した。 1931年、万宝山事件の後、多数の華人が北朝鮮から中国に戻り、人口は30,000〜40,000人に減少した。日本が1945年に降伏したとき、わずかに増加して50,000人になった。 1960年代には20,000人に減少し、1970年代には、6,000人または7,000人しか北朝鮮に残っていなかった。 2002年には、国内に22,133人の華人がいた。 2009年、中国政府は北朝鮮に約5,000人の華人が住んでいると発表した。
日本が降伏した後、ソビエト政府は北朝鮮に公民証制度を導入し、北朝鮮住民を「平壌住民」、「地元住民」、および「外国人」に分けた 。ソビエト政府は中華人民共和国を中国の唯一の合法政権と認め、朝鮮の華人は中国共産党中央委員会の北東局の管理下置かれた。1950年代の終わりに、北朝鮮の華人は「朝鲜华侨联合会」を通じて中共当局の指導を受け入れ、自治を享受した。華人学校は、北朝鮮当局から独立しており、中国政府から教員の派遣を受け、中国本国と同様のカリキュラム、教材が採用された。北朝鮮政府はまた、華人に物質的な支援を提供し、朝鮮戦争中に被害を受けた華人の住宅を無料で再建した。 1960年、北朝鮮当局は華人を北朝鮮国籍に帰化させるキャンペーンを開始し、1963年、華人学校は北朝鮮式に改革され、教授言語は朝鮮語に変更された。中国の文化大革命の後、北朝鮮当局は華人に北朝鮮への帰化または中国への移住を余儀なくさせた。 1966年、北朝鮮で「平壌華人中学事件」が発生した。学校側は毛沢東思想を教育内容に含めるよう北朝鮮当局に要請した。しかし、北朝鮮当局は要求を拒否し、学校を閉鎖した。周恩来の北朝鮮訪問後、北朝鮮と中国の関係は正常に戻り、北朝鮮は華人の不平等な扱いを止め、1960年代に中国国籍を放棄した華人の地位と中国籍を回復させた。 1979年、中国当局は華人の帰還を支援する措置を開始し、多くの北朝鮮華人が中国に移住した。 1990年代に北朝鮮で飢餓が発した後、旅行の自由化と北朝鮮市場での中国製品の需要の増加により、ほとんどの北朝鮮華人は違法な経済活動を行い、生活水準は徐々に改善した。  2014年、北朝鮮は体制への脅威に関する懸念から、中国に出入りする華人の監視と追跡を強化し、北朝鮮で宣教活動を行った2人の華人を拘束した。

## 著名な人物

### 中華圏で活動
- 劉家昌 - 台湾の作曲家、歌手。ハルビン出身。幼少期は国共内戦で香港を経て韓国に避難、後に朝鮮戦争により台湾に再移住[5]。
- 郝明義（中国語版） - 台湾の出版関係者、元中華民国総統府国策顧問（中国語版）。釜山出身[6]。
- 初安民（中国語版） - 台湾の出版関係者[7]。
- 姜育恒（中国語版） - 韓国で生まれた台湾の歌手。後はマレーシアに再移住[8]。
- 孫情 - 台湾の歌手[9]。
- 王建明（中国語版） - 中国、台湾で活躍しているサッカー選手、チャイニーズタイペイ代表。済州道出身の華僑3世[10][11]。
- Bii（中国語版、朝鮮語版）（畢書盡） - 台湾と韓国の歌手。父親は台湾人。京畿道出身[12]。

### 韓国で活動
- チュ・ヒョンミ（周炫美） - トロット歌手。1989年に韓国に帰化。父親は山東省出身の中国人[13]。
- 李連福（朝鮮語版） - 中華料理のシェフ。両親は共に台湾人のため、台湾人として韓国に生まれたが、後に韓国に帰化[14]。
- 劉方寧（朝鮮語版） - 中華料理のシェフ。華僑3世で、祖父は山東省出身の中国人[15]。
- 呂敬来（朝鮮語版） - 中華料理のシェフ。華僑2世で、父親は山東省出身の中国人[16]。
- タン・ジュンサン（陳俊翔） - 俳優。父親は韓国に帰化した中国系マレーシア人[17]。
- ハ・ヒラ（夏希羅） - 女優。父親は華僑[18]。
- カン・ネヨン（朝鮮語版） - 女優。華僑3世[10]。
- 孔尚貞（朝鮮語版） - ショートトラックスピードスケート選手。2011年に韓国に帰化。祖父は中国人[19]。
- 畢庶信（朝鮮語版） - 武術家。華僑2世[20]。
- 畢鑑晟（朝鮮語版） - 映画監督。華僑3世[21]。
- 譚哲坤（朝鮮語版） - オリオングループ会長。華僑出身[22]。
- 焦志敏（中国語版） - 中国出身の卓球選手。夫の安宰亨（朝鮮語版）と共に韓国在住[23]。
- 李強 - サッカー選手。帰化。
- 侯国基（中国語版） - バレーボール選手、中華民国代表。韓国生まれの華僑、引退後は韓国に戻った[24]。
- 侯寅廷（朝鮮語版） - バレーボール選手、韓国代表、侯国基の子。後に帰化[24]。
- チン・アン（朝鮮語版、中国語版） - バスケットボール選手。帰化[25]。
- 唐汭序 - 卓球選手。帰化[26]。
- 田志希 - 卓球選手。帰化[26]。
- 崔孝珠 - 卓球選手。帰化。
- 石㵑淨（朝鮮語版） - 卓球選手。帰化[26]。
- イ・ウネ（朝鮮語版） - 卓球選手。帰化[27]。

## 映画
1997年のハワイ国際映画祭で「Homeless」と云う在韓中国人によるドキュメンタリー映画が公開された。